# Acanthurus leucocheilus
Acanthurus leucocheilus är en fiskart som beskrevs av Herre 1927. Acanthurus leucocheilus ingår i släktet Acanthurus och familjen Acanthuridae. IUCN kategoriserar arten globalt som livskraftig. Inga underarter finns listade i Catalogue of Life.

## Bildgalleri

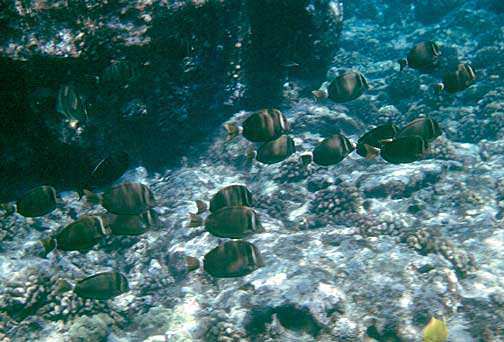